# Bào yú

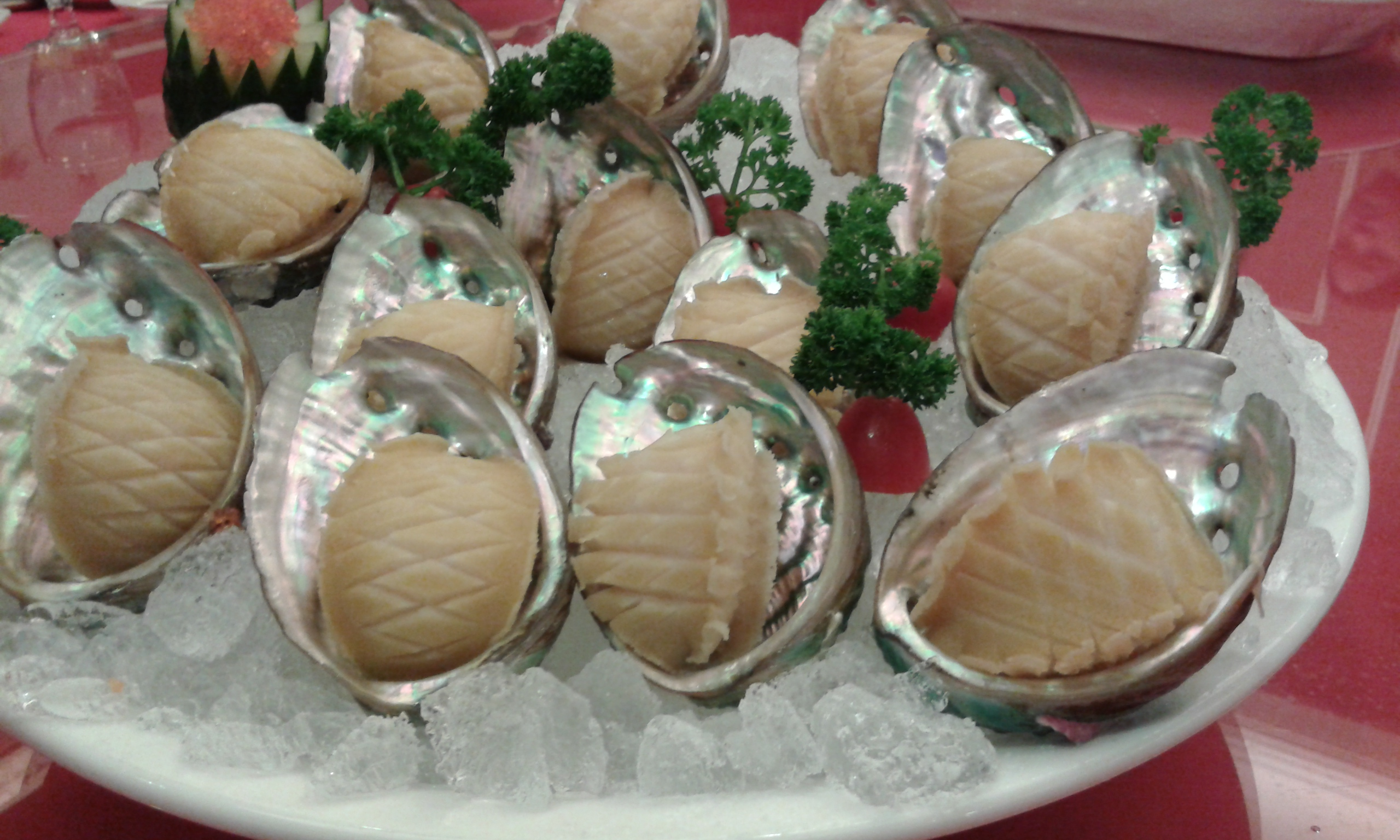
Plato de abulón en Macao

Bào yú es el nombre común en chino del abulón, y también del producto seco de marisco producido a partir del músculo abductor del abulón. En su forma seca, es un ingrediente caro y muy apreciado de la cocina china. En ciertas tradiciones culinarias regionales, su estatus está al mismo nivel de ingredientes como la aleta de tiburón, el pepino de mar y el nido de pájaro.
El abulón fresco se usa rara vez en la cocina china. Lo más común es comprarlo en forma deshidratada y rehidratarlo antes de cocinarlo. Recientemente, el uso del abulón enlatado en recetas ha aumentado en popularidad.
A diferencia de en la cocina japonesa, en la china solo se consume el músculo abductor del abulón. Sus tripas se usan rara vez, o ninguna.